# Ternera mongola
La carne de res mongola es un plato de Taiwán  que consiste en carne de res en rodajas , generalmente un filete de falda , generalmente hecho con cebollas.  La carne de res se suele acompañar con cebolletas o verduras mixtas y, a menudo, no es picante. El plato se sirve a menudo con arroz al vapor o, en los EE. UU., sobre fideos de celofán fritos y crujientes. Es un plato básico de los restaurantes chinos estadounidenses. A pesar de su nombre, el plato no tiene nada que ver con la cocina mongola.
La carne de res mongola se encuentra entre los platos de carne desarrollados en Taiwán, donde aparecieron por primera vez los restaurantes de barbacoa mongoles. Por lo tanto, ninguno de los ingredientes o métodos de preparación se extraen de la cocina tradicional mongola, sino de la cocina china.Una variación se conoce como cordero mongol que sustituye el cordero por la carne de res en el plato.